# Ngerkeai
Ngerkeai ist ein Dorf an der Ostküste von Babeldaob, der Hauptinsel des Inselstaates Palau im Pazifik. Der Ort ist Zentrum des administrativen Staates Ngiwal (d. h. ein Verwaltungsgebiet).

## Geographie
Der Ort liegt zwischen dem Flussgebiet des Ngeredekuu im Westen und der Küste mit dem Ngiwal Fringing Reef im Gebiet Karaeru. Die Ngiwal Causeway and Bridge verbindet den Ort mit den umliegenden „Staaten“.